# Frank Pasemann

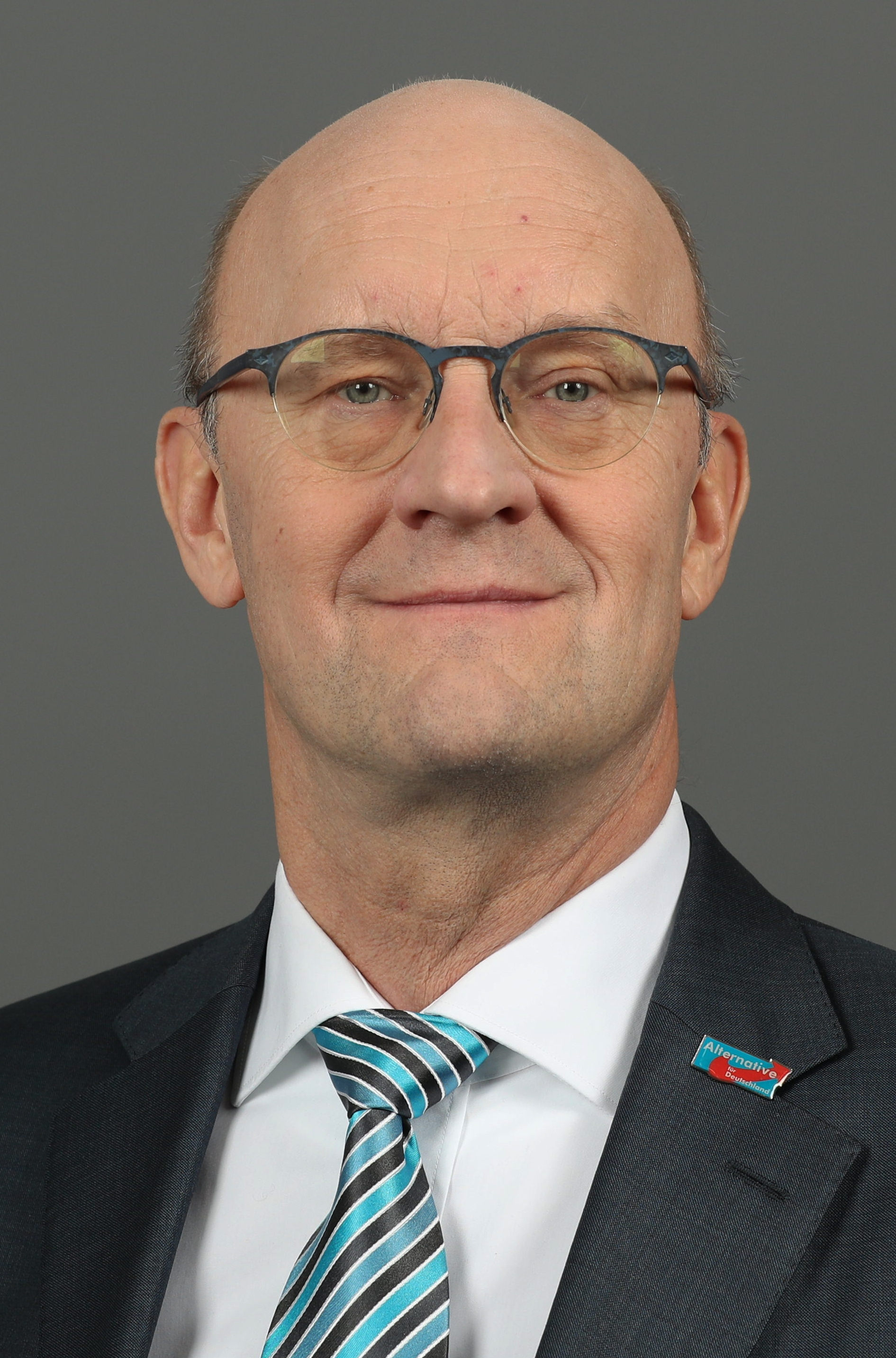
Frank Pasemann (2020)

Frank Pasemann (* 21. April 1960 in Magdeburg) ist ein rechtsextremer deutscher Politiker (parteilos, bis August 2020 AfD). Er war von 2017 bis 2021 Mitglied des Deutschen Bundestages.

## Werdegang
Nach einer Ausbildung zum Chemiefacharbeiter (Berufsausbildung mit Abitur) studierte Pasemann von 1984 bis 1989 Politische Ökonomie in Leipzig und schloss als Diplom-Ökonom/Diplom-Lehrer ab. Ein Jahr nach seinem Parteieintritt in die AfD 2015 kandidierte das frühere Mitglied von LDPD und bis 1997 der FDP für den Landtag, war aber nicht erfolgreich.

## Politik
Nach der Bundestagswahl 2017 charakterisierten Journalisten der Wochenzeitung Die Zeit Pasemann als „nationalkonservativ“ innerhalb der AfD.
Pasemann war einer der Verbindungsleute von Teilen der AfD in die Identitäre Bewegung (IB). Laut der Wochenzeitung Die Zeit soll er maßgeblich dazu beigetragen haben, dass die IB-Aktivisten Melanie Schmitz und Till-Lucas Wessels auf einer AfD-Kundgebung vor dem Sächsischen Landtag auftreten konnten.
Zur Landtagswahl in Sachsen-Anhalt 2016 kandidierte Pasemann erfolglos für seine Partei. Danach arbeitete er im Landtag von Sachsen-Anhalt für die AfD-Fraktion. Später arbeitete er für den Abgeordneten Oliver Kirchner, ebenfalls Mitglied der Patriotischen Plattform in dessen Wahlkreis.
Pasemann leitete die Mitgliederversammlung der AfD-nahen Patriotischen Plattform im November 2016 als Tagungspräsident.
Pasemann war bis Juni 2018 Schatzmeister der AfD Sachsen-Anhalt. Nachdem es bereits im Januar 2017 zu Unstimmigkeiten innerhalb des Landesverbandes und einer Anzeige wegen Veruntreuung gegen Pasemann gekommen war, berichtete die Volksstimme im Juni 2018 von einem Eklat auf dem Landesparteitag: Die Delegierten verweigerten dem Landesvorstand die Entlastung, Pasemann habe auch auf Nachfrage den Kassenprüfern die Vorlage von Unterlagen verweigert. Bereits beim vorangegangenen Parteitag war eine Entlastung nach stundenlanger Diskussion gescheitert.
Im November 2017 war Pasemann auch zum stellvertretenden Bundesschatzmeister seiner Partei gewählt worden. Die Zeit berichtete von Entsetzen, das sich unter gemäßigten AfD-Mitgliedern anschließend breitgemacht habe, die Wahl sei vor allem von dem „nationalkonservativen Flügel“ um Björn Höcke bejubelt worden.
Im Juli 2018 organisierte Pasemann über sein Abgeordnetenbüro eine Veranstaltung in den Räumen des Bundestags mit dem rechtsextremen Aktivisten Philip Stein als Referenten. Thema der Veranstaltung unter dem Titel „Linke Förderstrukturen und der neue ‚Kampf gegen Rechts‘“  waren „die verschiedenen, missbrauchsanfälligen Förderprogramme des Bundes“ zur Eindämmung des Rechtsextremismus sowie „parlamentarische Gegenstrategien“ zur Abwehr jener Förderprogramme. Philip Stein brachte zwei seiner Meinung nach Experten, die ehemaligen Neonazi-Kader Michael Schäfer und Julian Monaco, mit, die von Frank Pasemann in seiner Ansprache als eingeladene Freunde bezeichnet wurden. Zu der Veranstaltung mit dem Thema waren alle Abgeordneten der AfD-Bundestagsfraktion sowie deren Mitarbeiter eingeladen.
Anlässlich der Urteilsverkündung im Prozess gegen Beate Zschäpe bezeichnete Pasemann das Verfahren als Schauprozess. Matthias Kamann sah hier einen Versuch Pasemanns, den NSU-Prozess in eine Reihe mit den stalinistischen Schauprozessen und weiteren Gerichtsverfahren in Diktaturen zu rücken. Bundestagsvizepräsident Wolfgang Kubicki sah in der Provokation Pasemanns eine Grenze überschritten: „In ihrer Sehnsucht nach einem Willkürstaat ist die AfD dabei, alle Institutionen des demokratischen Rechtsstaates in Verruf zu bringen.“
Die Teilnehmer an der 24. UN-Klimakonferenz in Kattowitz bezeichnete Pasemann als „Jünger der Klimakirche“.
Zur Bewältigung seiner Mandatsaufgaben und Unterstützung seiner parlamentarischen Arbeit stellten Pasemann und achtzehn weitere Abgeordnete seiner Fraktion Mitarbeiter aus dem rechtsextremen Milieu ein: Zwei Mitarbeiter sind nach Recherchen von Zeit Online Mitglieder der schlagenden Berliner Burschenschaft Gothia, die zum nationalistischen Dachverband Deutsche Burschenschaft gehört, und haben sich außerdem an Aktionen oder Demonstrationen der rechtsextremen Identitären beteiligt. Ein weiterer Mitarbeiter, der zuvor für die Landtagsfraktion der AfD Sachsen-Anhalt tätig war, ist Mitglied der Kölner Burschenschaft Germania sowie Aktivist bei der neurechten Initiative Ein Prozent für unser Land.
Mitte Oktober 2018 beschloss der AfD-Landesvorstand Sachsen-Anhalt, beim Bundesvorstand der Partei Pasemanns Parteiausschluss zu beantragen. Im April 2020 erneuerte die AfD in Sachsen-Anhalt den Versuch, Pasemann aus der AfD auszuschließen. Grund für das Ausschlussverfahren waren nach dem Vorsitzenden der Landes-AfD Martin Reichardt Antisemitismus-Vorwürfe. Auslöser war ein Tweet Pasemanns von Ende Februar 2020. Darin hatte er über einem Foto von Michel Friedman, dem früheren stellvertretenden Vorsitzenden des Zentralrats der Juden in Deutschland, „Der ewige Friedman!“ geschrieben. Der Tweet löste Empörung aus, da er im Duktus dem Titel des antisemitischen NS-Propagandafilms „Der ewige Jude“ ähnelt. Pasemann räumte ein, der Tweet sei „ungeschickt formuliert“ gewesen. „Wortähnlichkeit von Tweet und NS-Propagandafilm“ seien ihm nicht bekannt gewesen. Auf der Facebook-Seite der innerparteilichen Vereinigung Der Flügel hieß es im April 2020 daraufhin „Frank Pasemann bleibt“ und „Schluss mit der Verunsicherung der Basis!“
Im August 2020 wurde Pasemann vom Landesschiedsgericht aus der AfD ausgeschlossen. Neben parteischädigenden Veröffentlichungen wurden ihm illegale Spendensammlung und nicht gezahlte Mandatsträgerabgaben zur Last gelegt. Am 15. November 2020 bestätigte das Bundesschiedsgericht der AfD den Parteiausschluss Pasemanns, da sein Antrag auf Berufung nicht fristgerecht eingelegt worden und somit unzulässig sei. Zudem wies das Bundesschiedsgericht darauf hin, dass es auch in der Sache „nicht anders hätte entscheiden können“.
Am 10. Oktober 2020 wurde Pasemann noch einstimmig als Direktkandidat für den Bundestagswahlkreis Magdeburg zur Bundestagswahl 2021 nominiert.
Im April 2022 trat er mit der Unterstützung der AfD als Kandidat für die Magdeburger Oberbürgermeisterwahl 2022 an. Er erhielt 5,0 % der abgegebenen Stimmen. Die Wahl gewann in einer anschließenden Stichwahl die parteilose Kandidatin Simone Borris.

## Abgeordneter
Im 19. Deutschen Bundestag war Pasemann ordentliches Mitglied im Ausschuss für Familie, Senioren, Frauen und Jugend und gehörte als stellvertretendes Mitglied dem Ausschuss für Arbeit und Soziales, dem Ausschuss für Tourismus, dem Ausschuss für Bildung, Forschung und Technikfolgenabschätzung sowie dem Ausschuss für Bau, Wohnen, Stadtentwicklung und Kommunen an. Nach seinem Parteiausschluss war er beratendes Mitglied im Auswärtigen Ausschuss. Ihm gelang bei der Bundestagswahl 2021 nicht erneut der Einzug in den Bundestag.

## Film
- Die Story im Ersten: Am rechten Rand, Ein Film von Jana Merkel und Michael Richter, ARD 15. Oktober 2018